# Aldea en Cabo
Aldea en Cabo es un municipio y localidad española de la provincia de Toledo, en la comunidad autónoma de Castilla-La Mancha. El término municipal tiene una población de 205 habitantes (INE 2024).

## Geografía
El municipio se encuentra situado en la comarca de Torrijos y linda con las poblaciones de Cenicientos en la provincia de Madrid y Escalona, Paredes de Escalona y Nombela en la de Toledo.
De norte a sur es recorrido por el arroyo Mayuelas, que forma el límite municipal con Paredes, y que desemboca en el Alberche.

## Historia
Su fundación se debe al asentamiento de un grupo de labriegos de la vecina villa de Paredes a la que pertenecía su territorio, aunque dependía administrativamente de la villa de Escalona. En 1786 Carlos III la nombra villa en una real cédula.
Hacia mediados del siglo XIX la villa tenía contabilizada una población de 249 habitantes. Aparece descrita en el primer volumen del Diccionario geográfico-estadístico-histórico de España y sus posesiones de Ultramar de Pascual Madoz de la siguiente manera:

ALDEA EN CABO: v. con ayunt. de la prov., adm. de rent. y dióc. de Toledo (9 leg.), part. jud. de Escalona (1), aud. terr. y c. g. de Madrid (12): sit. en una ladera á 1/2 leg. O. de las sierras, combatida por todos los aires, es de clima sano y alegre, atmósfera despejada, y se descubren todos los pueblos inmediatos hasta las dist. de 4 leg.: las enfermedades mas comunes son intermitentes: tiene 78 casas, cuyo número parece que ha tenido siempre, y no puede estenderse mas, por no permitirlo su localidad: todas son de un solo piso, estrechas y largas, formando cuerpo de pobl., escepto 7 que se separan al S. y componen el barrio llamado de Cantarranas: todo el pueblo tiene tres calles que juntándose en el sitio llamado Canto-gordo figuran una N. de las cuales están empedradas la mitad, pero en mal estado: una plaza cuadrada con un soportal donde está la casa de ayunt., escuela de primera educacion á la que concurren 20 niños, pagada de los fondos públicos y desempeñada por el sacristan; é igl. parr. sit. al E. reedificada en 1769, segun consta en la piedra que forma el arco de la puerta principal; y dedicada á la Purísima Concepcion: está rodeado el pueblo de muchas suertes ó terrenos murados, y de bastante monte de encina. Confina el térm. por N. con el de Cenicientos; E. y S. con el de Paredes y Escalona, y O. con Nombela; todos á dist. de 1/2 leg, á 3/4; comprende 1,224 fan. de tierra roturada para labor, y el monte de encina que tiene muchos barrancos y cerros escabrosos: hay tambien enebros, carrascales, retamas para el surtido de leñas y sobre 40 fuentes, la mitad perennes y de buenas aguas: las mas abundantes son las del Berrocal dist. 3/4 leg. y el vecindario se surte de las que estan al O. y á 400 pasos del pueblo: para el ganado tiene 3 pozos, y ademas un pequeño arroyo llamado Mayelas á 1/2 leg. del pueblo que divide su jurisd. de la de Paredes, marchando de N. á S. para entrarse en el Alberche en el térm. de Escalona (V.) El terreno es casi todo pedregal, flojo y de poca utilidad para la labor, pues solo es fértil en los inviernos de muchas aguas: los caminos son locales, de herradura y en mediano estado: se recoge la correspondencia en Escalona por propio 2 veces á la semana: prod.: centeno y poco trigo: hay algunas viñas que nada producen por estar casi perdidas, 1,200 cab. de ganado lanar, 900 de cabrio, 35 de vacuno cerril, 140 de labor, 100 de cerda, y algo de seda. ind.: dos molinos harineros en el arroyo Mayuelas: pobl.: 71 vec. 249 alm.: cap. prod.: 217,877 rs. imp.: 6,931: contr. 4,435: presupuesto municipal 3,210 rs. del que se pagan 800 por dotacion al secretario de ayunt. y se cubre con el prod. de propios; que consisten en los de monte encinar que por fruto de bellota y carboneo se calcula en 2,000 rs., y por las yerbas en 1,210. Es desconocido el año de su fundacion; aunque se tiene por muy antiguo; siendo de notar que de tejas adentro dependia de la v. de Escalona, y la jurisd. esterior pertenecia á la de Paredes: se separó y fué hecha v. por real cédula del Sr. D. Cárlos III en el año de 1786.
(Madoz, 1845, pp. 496-497)

## Administración
| Periodo   | Nombre                        | Partido |
| --------- | ----------------------------- | ------- |
| 1979-1983 | Pedro Morón Martín            | UCD     |
| 1983-1987 | Alejandro Morón Polo          | PSOE    |
| 1987-1991 | Mariano Castellanos Muñoz     | PP      |
| 1991-1995 | Andrés Montero Jiménez        | PP      |
| 1995-1999 | José Luis Martín Hernández    | PP      |
| 1999-2003 | José Luis Martín Hernández    | PP      |
| 2003-2007 | Andrés Montero Jiménez        | PP      |
| 2007-2011 | Alejandro Morón Polo          | PSOE    |
| 2011-2015 | Alejandro Morón Polo          | PSOE    |
| 2015-2019 | Alejandro Castellanos Barrero | PSOE    |
| 2019-2023 | Alejandro Castellanos Barrero | PSOE    |
| 2023-act. | Alejandro Castellanos Barrero | PSOE    |

## Demografía
Cuenta con una población de 205 habitantes (INE 2024).
| Gráfica de evolución demográfica de Aldea en Cabo entre 1842 y 2021 |
| |
| Población de derecho según los censos de población del INE Población de hecho según los censos de población del INEEn estos censos se denominaba Aldeaencabo de Escalona: 1842, 1860, 1877, 1887, 1897, 1900, 1910, 1920, 1930, 1940, 1950, 1960 y 1970 En este censo se denominaba Aldeaencabo: 1857 En este censo se denominaba Aldeancabo de Escalona: 1981 |

## Patrimonio

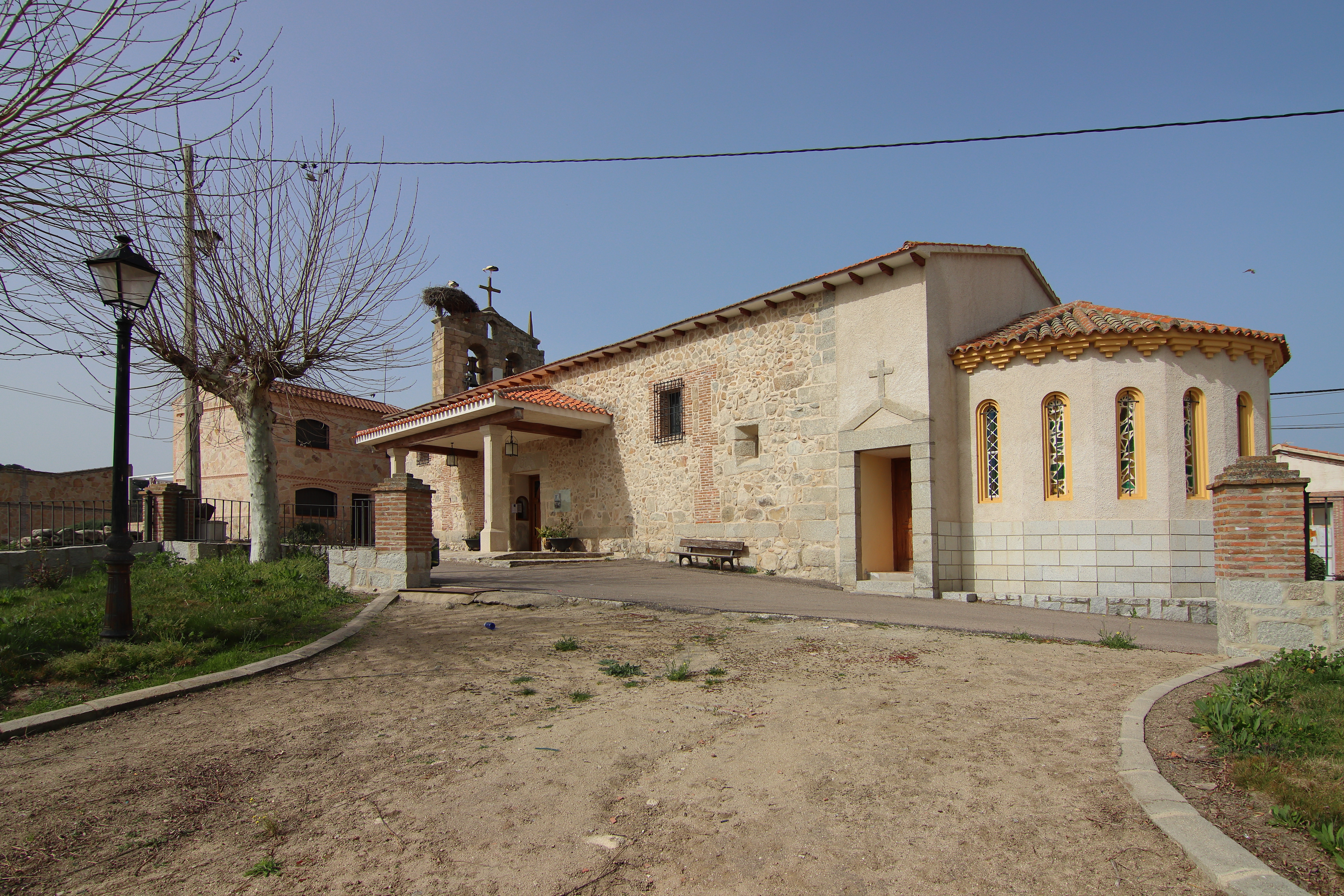
Iglesia de la Purísima Concepción

A destacar la iglesia parroquial de la Purísima Concepción, reedificada en 1789 y Villa Rosario, antigua residencia de Jacinto Benavente.

## Fiestas
- 1 de mayo: romería de la Virgen de la Soledad.
- 13 de junio: San Antonio de Padua.
- 31 de agosto: fiestas patronales en honor a San Ramón Nonato.